# Hlebce
Hlebce este o localitate din comuna Radovljica, Slovenia, cu o populație de 217 locuitori.